# Mellera
Mellera, biljni rod iz porodice primogovki smješten u podtribus Mimulopsidinae dio tribusa Ruellieae, potporodica Acanthoideae. Sastoji se od sedam afričkih vrsta 

## Opis
Višegodišnje biljke ili grmovi. Listovi nazubljeni. Cvatovi aksilarni ili na završnim cimama. Brakteole 2, linearne, duge kao čaška. Čaška je gotovo do baze podijeljena na 5 linearnih režnjeva. Vjenčić izrazito dvoustan. Plodnih prašnika 4, izbačenih. Stil 1, filiforman. Čahura s 3 ili više sjemenki po lokulusu, sjeme se nalazi na retinakuli.

## Vrste
1. Mellera briartii De Wild. & T.Durand
2. Mellera congdonii Vollesen
3. Mellera insignis Vollesen
4. Mellera lobulata S.Moore
5. Mellera menthiodora Lindau
6. Mellera nyassana S.Moore
7. Mellera submutica C.B.Clarke